# Sinibotys
Sinibotys és un gènere d'arnes de la família Crambidae.

## Taxonomia
- Sinibotys butleri (South in Leech & South, 1901)
- Sinibotys evenoralis (Walker, 1859)
- Sinibotys hoenei (Caradja, 1932)
- Sinibotys mandarinalis (Leech, 1889)
- Sinibotys obliquilinealis Inoue, 1982